# Akhty
Akhty est un village de la république du Daghestan, dans la fédération de Russie, et le centre administratif du raïon d'Akhty. Sa population s'élevait à 13 405 habitants en 2010.
Akhty est le centre municipal le plus au sud de la fédération de Russie. C'est également un haut lieu culturel et touristique et l'un des plus anciens villages au Daguestan, fondé il y a environ 2 500 ans.

## Géographie
Le village est situé dans les montagnes du Caucase, entre les crêtes des monts du Samour et d'Akhty, à 250 km au sud de Makhatchkala et à 100 km au sud-ouest de Derbent, au milieu de la vallée du Samour. Ahkty se trouve sur la rive droite du Samour, à la confluence de l'Akhtytchaї. Le village est entouré de trois côtés par de hautes montagne : Guestinquille (2 788 m), Kelezkhev (1 870 m), et Chalbouzdag (4 142 m)

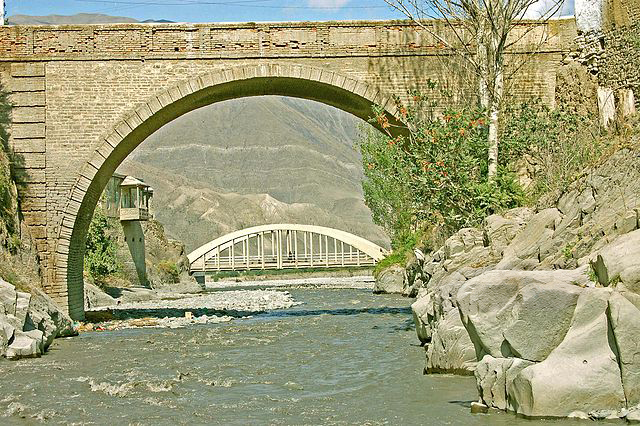
Les ponts d'Akhty

## Histoire
La date exacte de la fondation du village est inconnue. Selon les historiens et les ethnographes, Akhty est fondée au milieu du Ier millénaire av. J.-C. Au IIIe siècle, le village fait partie de l'Albanie caucasienne. Pendant cette période, sont développés le tissage, la céramique et la métallurgie. Après l'effondrement de l'Albanie caucasienne, Akhty est inclus dans Lakzi. Au VIe siècle, la confrontation commence avec les Sassanides en expansion.
Akhty était le chef-lieu de l'okroug de Samour de l'oblast du Daghestan, jusqu'en 1921.

## Population

### Démographie
Recensements ou estimations de la population  :
| 1897* | 1903  | 1959* | 1970* |
| ----- | ----- | ----- | ----- |
| 3 190 | 5 900 | 5 478 | 7 189 |

| 1979* | 1989* | 2002*  | 2010*  |
| ----- | ----- | ------ | ------ |
| 7 370 | 7 356 | 13 152 | 13 405 |

### Nationalités
Le village est mono-ethnique et mono-confessionnel, peuplé de Lezguiens professant l'islam sunnite.

## Climat
Le climat est modérément continental à Akhty et caractérisé par un rayonnement solaire et des rayons ultraviolets accrus. La pression atmosphérique est maintenue presque constamment à environ 675 mmHg. Les précipitations moyennes annuelles sont de 335 mm. Les hivers sont doux avec des précipitations occasionnelles. Les étés sont chauds et secs. Le temps est habituellement sans vent, l'air est propre, et l'humidité est faible.

## Station thermale

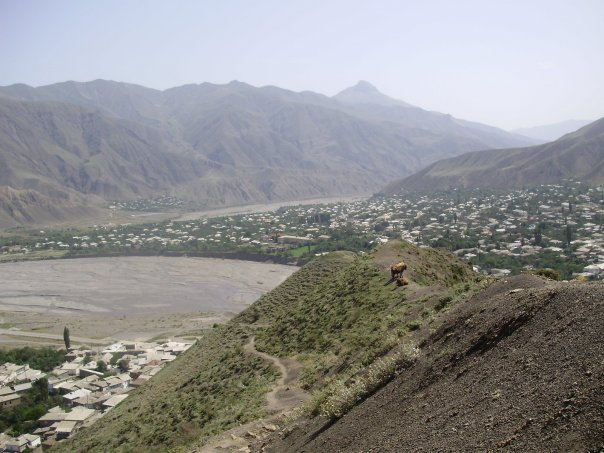
Vue de village depuis le mont Kelezkhev appartenant aux monts du Samour.

La station thermale d'Akhty se trouve à 8 km au sud-ouest du village, sur la rive gauche de l'Akhtytchaï, au fond d'une gorge. Ses eaux contiennent du sulfure d'hydrogène, de l'iode et du brome. La température de l'eau des sources varie de 38-40 °C à 65-68 °C selon les saisons.

## Liens externes

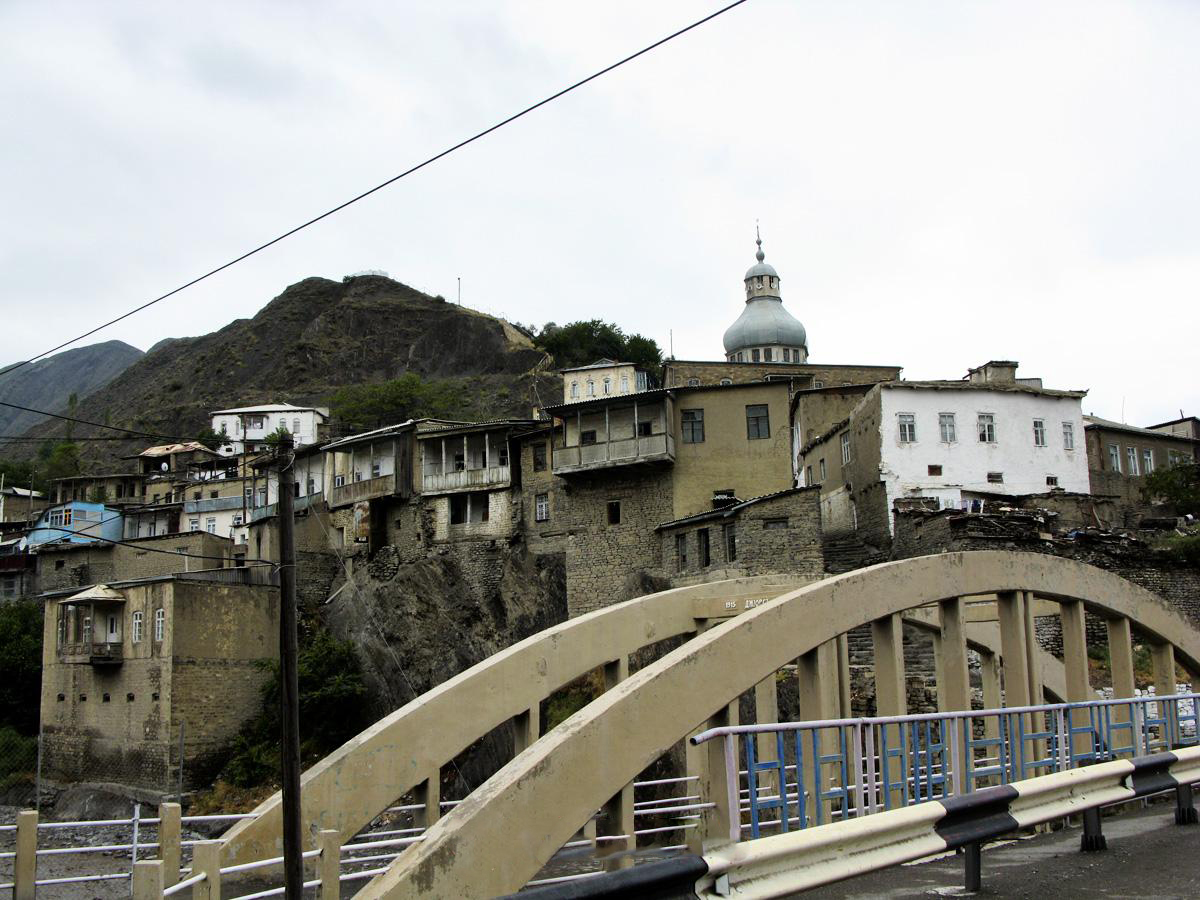
Vue d'un pont d'Akhty